# Позиције у рагбију 15
У рагбију 15, тим се састоји од 8 мелејаца и 7 линијаша. Срби су учили рагби од Француза, па користе француску терминологију, мада се у свету чешће користи енглеска терминологија.
Позиције у мелеу су:
Прва линија - Леви стуб, талонер и десни стуб.
Друга линија - Леви скакач и десни скакач
Трећа линија - Отворени крилни, чеп и затворени крилни
Позиције у линији су:
Деми, отварач, лево крило, десно крило, први центар, други центар и аријер.
Стубови (енгл. Props) су масивни играчи прве линије који имају кључну улогу у стабилности скрама. Они дижу скакаче приликом аута. Стубови морају имати јаке ноге и јак врат.
Талонер (енгл. Hooker) убацује лопту у коридор приликом аута, а приликом скрама ногом се бори за посед лопте. 
Скакачи у другој линији (енгл. Locks) су најкрупнији играчи на терену, врхунски скакачи су високи око 195 цм и тешки око 115 кг. Они пружају подршку првој линији приликом гурања у скраму. Скакачи морају имати добар одраз, јер они скачу за лопту у ауту.
Крилни (енгл. Flankers) у трећој линији морају бити спремни, морају добро да обарају и да краду лопте у раковима.
Чеп (енгл. Number 8) је грађен слично као скакач у другој линији. Чеп мора бити крупан, јак и експлозиван. 
Деми (енгл. Scrum half) је најчешће најмањи играч на терену, задужен за комуникацију. Деми убацује лопту у скрам и мора имати прецизан и оштар пас. Деми је веза између мелејаца и линијаша.
Отварач (енгл. Fly half) је плејмејкер и организатор игре линије. Мора имати одличан преглед игре и мора бити врхунски шутер. 
Крила (енгл. Wings) су најбржи играчи, најчешће постижу есеје и требало би да добро обарају.
Центри би требало да имају добар шут и пас. Први центар (енгл. Inside centre) је битнији за одбрану, а други центар (енгл. Outside centre) за напад. Други центар би требало својом креативношћу да направи вишак простора за крило.
Аријер (енгл. Full back) је кључан играч одбране и последња препрека за екипу која напада. Аријер је под највећим притиском, мора хватати лопте и бити сигуран приликом обарања. Аријер у одбрани стоји иза линије своје одбране.